# Вестингауз, Джордж
Джордж Вестингауз (англ. George Westinghouse; 6 октября 1846 — 12 марта 1914) — американский промышленник, инженер и предприниматель, основатель компании «Вестингауз Электрик».

## Биография
Родился 6 октября 1846 года в Централ-Бридже (шт. Нью-Йорк). Его отец был владельцем машинного цеха, талантливым изобретателем и бизнесменом; получил шесть патентов на сельскохозяйственные механизмы.
Наиболее значимыми изобретениями Джорджа Вестингауза стоит считать работы в области тормозных систем железнодорожного подвижного состава.
Вестингауз сконструировал тормоз, срабатывавший под давлением пара, а затем первый воздушный железнодорожный тормоз (патент получил в 1869 году). В 1872 году Вестингауз ввёл автоматическое управление тормозом, после чего создал компанию по производству тормозов, организовал их внедрение на подвижно́м составе пассажирского, позднее товарного парка, и эксплуатацию в США, а затем в Западной Европе и России. Во второй половине XX века тормоз Вестингауза стал использоваться на коммерческих автомобилях. Фактически пневматические тормозные системы современных больших автобусов, грузовиков и автопоездов — усовершенствованная версия тормоза Вестингауза.
Джорджу Вестингаузу принадлежат работы в области новой системы сигнализации на железных дорогах, изобретение метода демпфирования ударов при столкновениях вагонов в начале движения состава и при его остановке.
Кроме того, Вестингауз разработал способы безопасной транспортировки природного газа по трубам на большие расстояния, усовершенствовал электрический трансформатор. В 1893 году электросеть Вестингауза освещала Всемирную выставку в Чикаго, а в 1894 году 10 электрогенераторов конструкции Николы Теслы были установлены компанией Вестингауза на новой гидроэлектростанции Ниагарского водопада. В этот период Джордж Вестингауз активно сотрудничает в области переменного тока с сербским изобретателем и всячески его поддерживает. Благодаря чему получает свои наиболее значительные патенты в области переменного тока и оказывается втянутым в патентную войну с компанией Эдисона, закончившуюся только после слияния и образования «General Electric».
Среди других значительных изобретений Вестингауза — трамвайный тяговый электродвигатель; электроприводной тормоз метропоезда, обеспечивающий быструю и безопасную остановку состава; электрифицированный локомотив (электровоз); амортизатор для автомобиля. Всего изобретатель зарегистрировал более 400 патентов.
В 1910 году Вестингауз стал президентом Американского общества инженеров-механиков.
Умер Вестингауз в Нью-Йорке 12 марта 1914 года.

## Награды
- Медаль Джона Скотта (1874)
- Медаль Джона Фрица (1906)
- Медаль Эдисона (1911)

## В кино
- Тайна Николы Теслы / Tajna Nikole Tesle (Югославия 1979 год, Режиссёр: Крсто Папич) — в роли Джорджа Вестингауза Строзер Мартин.
- Война токов (США, 2017, режиссёр: Альфонсо Гомес-Рехон) - в роли Джорджа Вестингауза Майкл Шеннон.
- Люди, построившие Америку (США, 2012)